# أدريان دالماو
أدريان دالماو (بالإسبانية: Adrián Dalmau Vaquer)‏ هو لاعب كرة قدم إسباني، ولد في 23 مارس 1994 في مدينة ميورقة في إسبانيا. لعب مع راسينغ فيرول ورايو فايكانو ب وريال مدريد ونادي سمورة ونومانسيا وهيراكليس ألميلو.

## وصلات خارجية
- أدريان دالماو على موقع قاعدة بيانات كرة القدم.إي يو (الإنجليزية)
- أدريان دالماو على موقع Soccerway.com (الإنجليزية)
- أدريان دالماو على موقع عالم كرة القدم.نت (الإنجليزية)
- أدريان دالماو على موقع AS.com (الإسبانية)